# قائمة أطول المنشآت في العالم
يعد برج خليفة في إمارة دبي أطول بناء بناه الإنسان في العالم، إذ يبلغ ارتفاعه 829.8 متر (2,722 قدم). اكتسب هذا البناء صفة "أطول مبنى في العالم" رسمياً منذ افتتاحه في الرابع من كانون الثاني (يناير) عام 2010.
"مجلس المباني الشاهقة والمساكن الحضرية" هو منظمة تصادق على منح ألقاب "أطول مبانٍ في العالم"، وهو يعترف بالمبنى إن كان ما لا يقل عن 50% من ارتفاعه عبارة عن طوابق صالحة للسكن. أما المباني التي لا تحقق هذه المعايير كبرج سي إن فتعرّف على أنها "أبراج.
ثمة العشرات من هوائيات الراديو والأبراج (أبراج البث الإذاعي والتلفزيوني) التي يتجاوز ارتفاعها 600 متر (2000 قدم)، ويتم تسجيل الأطول منها في مصادر المعلومات المتاحة للجمهور.

## نقاش حول التعريفات
يدور بعض النقاش والجدل عند تقييم مرافق الهياكل والمنشآت، ومن ذلك:
- ما إذا كان المبنى في الواقع مبنى.
- ما إذا كان المبنى الذي لا زال قيد الإنشاء سيدرج في القوائم.
- ما إذا كان المبنى أو المنشأة سيفتتح رسمياً قبل إدراجه في القائمة.
- إذا كان المبنى منشأ في مسطح مائي، هل سيحتسب ارتفاع الجزء الموجود تحت الماء.
- ما الذي يجب احتسابه كمبنى أو برج وما الذي يتم قياسه.
- بالنسبة للأبراج، هل يجب احتساب الكوابل الداعمة للهياكل.

أما بالنسبة للأبنية، فإن النقاش يدور عادة حول:
- إذا كان الارتفاع المحسوب هو ارتفاع الجزء المخصص للسكن.
- إذا كانت أبراج الاتصالات يجب أن تحتسب على أساس "سكنية".
- إذا كانت الهوائيات المثبتة على الأسطح ومنصات العروض أو أي عمارة أخرى لا تكون على هيئة طوابق سكنية أو جدران أو غرف ستحتسب أم لا.
- ما الذي قد يمنع أن بناء غرفة فوق برج اتصالات أو برج مراقبة سيغيّر تصنيفه من برج إلى مبنى
- لماذا لا يتم احتساب مبنى لم يفتتح رسمياً في قوائم أعلى الأبنية
- ما الذي يحتسب كافتتاح رسمي.

## المنشآت الأعلى في العالم

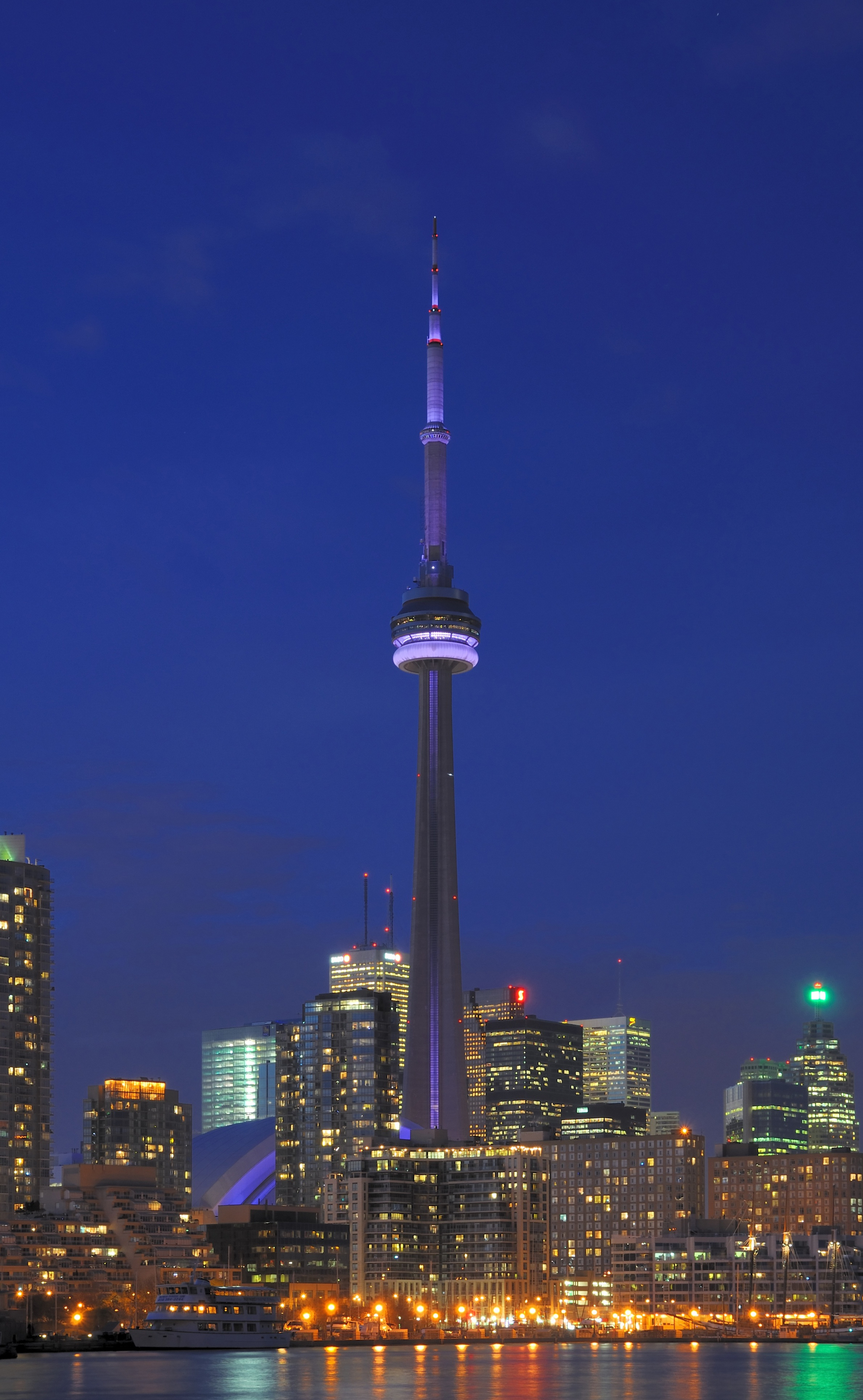
برج سي إن في تورنتو، كندا، كان أطول هيكل قائم بذاته في العالم Canada, was the world's tallest freestanding structure منذ 1975 حتى 2007

وهذه الفئة لا تطلب أن يكون البناء مفتتحاً رسمياً حتى يدرج في القائمة.

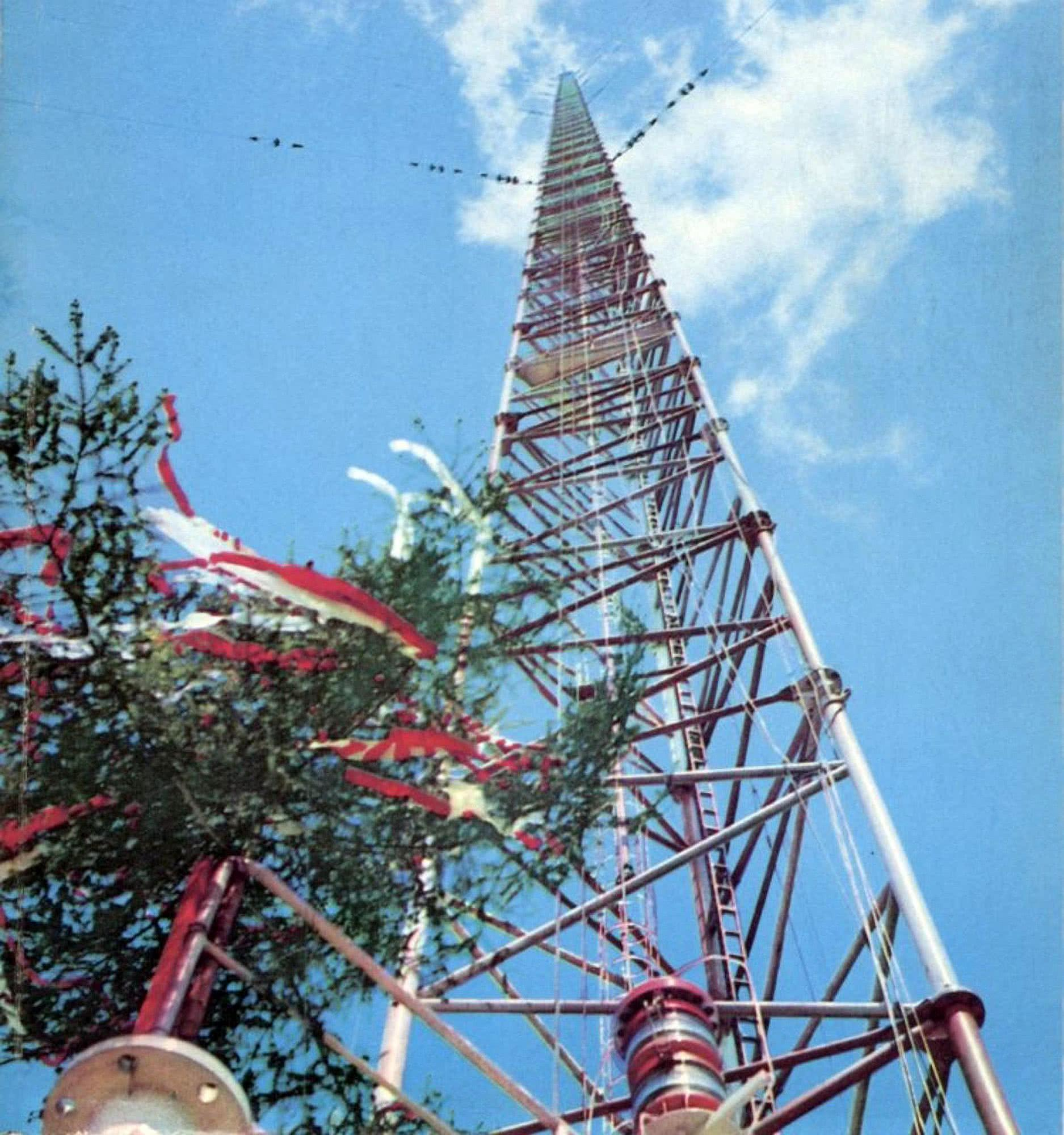
برج إذاعة وارسو، حمل لقب الأعلى في العالم من 1974 حتى 1991

أطول منشأة من صنع الإنسان هي برج خليفة، ناطحة سحاب في دبي، بلغ ارتفاعه 829.8 متر في 17 كانون الثاني (يناير) 2009. في 7 نيسان (إبريل) 2008، كان ارتفاع البرج قد تجاوز ارتفاع كيفلي في داكوتا الشمالية في الولايات المتحدة. في أيلول (سبتمبر) من ذات العام، تجاوز ارتفاعه رسمياً برج إذاعة وارسو (646.38 متر) في بولندا والذي حمل اللقب منذ 1974 حتى 1991، ليصبح أعلى بناء على الإطلاق.
كان برج سي إن في تورنتو، كندا، والذي يبلغ ارتفاعه 553.3 متر أطول بناء قائم بذاته على الأرض في العالم. وقد افتتح عام 1975، حيث تجاوزه برج خليفة في العلو في 12 أيلول (سبتمبر) 2007. ويحتل الآن المرتبة الثانية كثاني أعلى برج مراقبة عام في العالم بارتفاع 446.5 متر.
أما منصة بترونيوس للنفط فتمتد 610 أمتار من قاع البحر، طلبت موسوعة جينيس للأرقام القياسية عام 2007 إدراجها كأعلى هيكل قائم بذاته في العالم. لكن قام جدل حول ما إذا كان يحتسب ارتفاعها تحت الماء إذ لا تحتسب ارتفاعات أجزاء الأبنية التي تكون تحت الأرض.
احتل تايبيه 101 في تايبيه، تايوان 3 من أصل 4 مراتب في فئات ناطحات السحاب عند افتتاحه عام 2004. أما عند افتتاح برج خليفة عام 2010، فقد بقي أطول مبنى سكني مأهول في العالم بارتفاع 509.2 متر بقياس محور هيكله. يبلغ ارتفاع سقفه حوالي 449.2 متر وارتفاع أعلى طابق مأهول حوالي 430.2. متر، وقد تقدم عليه مركز شانغهاي المالي العالمي بارتفاع 487 متر و 474 متر على التوالي. أما برج ويليس (برج سيرز سابقاً) في شيكاغو، فقد كان الأطول في الفئة الأخيرة: أعلى ارتفاع باحتساب أعلى هوائي مثبت عليه وذلك بارتفاع 527.3 متر.
حطم برج خليفة سجل الارتفاع في الفئات الأربع للمباني المكتملة وبهامش واسع

### أطول المنشآت حسب الفئة
نظراً لوجود خلافات على كيفية قياس ارتفاع المنشأت وتحديد فئتها، وضع المهندسون تعريفات عديدة لفئات الأبنية وغيرها من الهياكل العمرانية. يتضمن أحد المقاييس اعتماد الارتفاع المطلق للمبنى، في حين يعتمد مقياس آخر على قياس المحور وخصائص هيكلية أخرى دائمة، لكن لا يعتمد ارتفاع الهوائي. يعود تقليد اعتماد محور المبنى دون احتساب ارتفاع الهوائي إلى فترة المنافسة بين مبنى كرايسلر ووول ستريت 40. هذا مثال من العصر الحديث على أن الهوائي المثبت أعلى مبنى ويلز (برج سيرز سابقاً) لا يعتبر في حساب ارتفاع المبنى في حين أن المحاور الموجودة في أعلى برجي بتروناس التوأم محسوبة.
| الفئة                      | المنشأة                                          | الدولة                   | المدينة                    | الارتفاع (بالأمتار) | الارتفاع (بالأقدام) | سنة البناء       | الإحداثيات |
| -------------------------- | ------------------------------------------------ | ------------------------ | -------------------------- | ------------------- | ------------------- | ---------------- | --- |
| ناطحة سحاب                 | برج خليفة                                        | الإمارات العربية المتحدة | إمارة دبي                  | 829.8               | 2,722               | 2010             | 25°11′50.0″N 55°16′26.6″E / 25.197222°N 55.274056°E                                                                   |
| برج ذاتي الدعم             | طوكيو سكاي تري                                   | اليابان                  | طوكيو                      | 634                 | 2,080               | 2011             | 35°42′36.5″N 139°48′39″E / 35.710139°N 139.81083°E                                                                    |
| أبراج راديو                | كيفلي                                            | الولايات المتحدة         | بلانتشارد                  | 628.8               | 2,063               | 1963             | 47°20′31.85″N 97°17′21.13″W / 47.3421806°N 97.2892028°W                                                               |
| بناية الساعة               | أبراج البيت                                      | السعودية                 | مكة                        | 601                 | 1,972               | 2011             | 21°25′08″N 39°49′35″E / 21.41889°N 39.82639°E                                                                         |
| مبرد برج إرسال             | Lualualei VLF transmitter                        | الولايات المتحدة         | لوالوالي (هاواي)           | 458                 | 1,503               | 1962             | 21°25′11.87″N 158°08′53.67″W / 21.4199639°N 158.1482417°W ; 21°25′13.38″N 158°09′14.35″W / 21.4203833°N 158.1539861°W |
| برجان توأم                 | برجا بتروناس التوأم                              | ماليزيا                  | كوالالمبور                 | 452                 | 1,482               | 1998             | 3°09′27.45″N 101°42′40.7″E / 3.1576250°N 101.711306°E؛ 3°09′29.45″N 101°42′43.4″E / 3.1581806°N 101.712056°E          |
| مدخنة                      | محطة إكيباستوز GRES-2 لتوليد الطاقة              | كازاخستان                | إكيباستوز                  | 419.7               | 1,377               | 1987             | 52°1′26.3″N 75°28′34.5″E / 52.023972°N 75.476250°E                                                                    |
| رادار                      | منشأة رادار ديمونا                               | إسرائيل                  | ديمونا                     | 400                 | 1,312               | 2008             | 30°58′6.93″N 35°05′49.64″E / 30.9685917°N 35.0971222°E ; 30°58′32.46″N 35°05′55.25″E / 30.9756833°N 35.0986806°E      |
| برج شبكة شعرية             | برج تلفزيون كييف                                 | أكرانيا                  | كييف                       | 385                 | 1,263               | 1973             | 50°28′16.49″N 30°27′11.97″E / 50.4712472°N 30.4533250°E                                                               |
| برج كهرباء                 | خطوط الربط الكهربائي العلوية في جزيرة زهوشان     | الصين                    | زهوشان                     | 370                 | 1,214               | 2009             | 29°56′2.78″N 122°2′10.12″E / 29.9341056°N 122.0361444°E؛ 29°54′41.39″N 122°1′26.38″E / 29.9114972°N 122.0239944°E     |
|                            | برج غيربراندي                                    | هولندا                   | IJsselstein                | 366.8               | 1,203               | 1961             | 52°00′36.24″N 05°03′12.87″E / 52.0100667°N 5.0535750°E                                                                |
| برج إرسال من الصلب         | برج تلفزيون فينستا                               | أوكرانيا                 | فينستا                     | 354                 | 1,161               | 1961             | 49°14′30.04″N 28°25′25.25″E / 49.2416778°N 28.4236806°E                                                               |
| دعامة جسر                  | جسر ميلو                                         | فرنسا                    | ميلو                       | 342                 | 1,122               | 2004             | 44°05′09.97″N 03°01′17.94″E / 44.0861028°N 3.0216500°E                                                                |
| برج للأبحاث العلمية        | برج أوبنينسك للأرصاد الجوية                      | روسيا                    | أوبنينسك                   | 315                 | 1,034               | 1958             | 55°06′41.72″N 36°35′53.75″E / 55.1115889°N 36.5982639°E                                                               |
| Blaw-Knox Tower            | برج لاكيغي                                       | هنغاريا                  | Szigetszentmiklós-Lakihegy | 314                 | 1,031               | 1968             | 47°22′23″N 19°00′16″E / 47.37306°N 19.00444°E                                                                         |
| سد                         | سد نورك                                          | طاجيكستان                | نورك                       | 300                 | 984                 | 1980             | 38°22′17.09″N 69°20′53.57″E / 38.3714139°N 69.3482139°E                                                               |
| سد إسمنتي                  | Grande Dixence Dam                               | سويسرا                   | Val d'Hérens               | 285                 | 935                 | 1965             | 46°4′49.89″N 7°24′13.13″E / 46.0805250°N 7.4036472°E                                                                  |
| مئذنة                      | منارة جامع الجزائر الاعظم                        | الجزائر                  | الجزائر                    | 210                 | 689                 | 1993             | 33°36′28.71″N 7°37′58.16″W / 33.6079750°N 7.6328222°W                                                                 |
| عنفة رياح                  | Nowy Tomyśl Wind Turbines                        | بولندا                   | Nowy Tomyśl                | 210                 | 689                 | 2012             | 52°17′39″N 16°09′00″E / 52.29417°N 16.15000°E ; 52°17′41″N 16°09′22″E / 52.29472°N 16.15611°E                         |
| برج تبريد                  | Kalisindh Power Station                          | الهند                    | Kalisindh                  | 202                 | 663                 | 2012             | 24°32′04.34″N 76°05′58.09″E / 24.5345389°N 76.0994694°E                                                               |
| نصب تذكاري                 | قوس جيت واي                                      | الولايات المتحدة         | سانت لويس                  | 192                 | 630                 | 1965             | 38°37′28.62″N 90°11′5.87″W / 38.6246167°N 90.1849639°W                                                                |
| برج مياه                   | البرج الرئيسي من أبراج الكويت                    | الكويت                   | مدينة الكويت               | 187                 | 614                 | 1979             | 29°23′22.75″N 48°00′11.57″E / 29.3896528°N 48.0032139°E                                                               |
| هيكل خشبي                  | قاعدة كيرتلاند الجوية                            | الولايات المتحدة         | ألباكركي، نيومكسيكو        | 180                 | 600                 | 1980             | 35°01′48″N 106°33′27″W / 35.029898°N 106.557574°W                                                                     |
| حجارة البناء               | Anaconda Smelter Stack                           | الولايات المتحدة         | أناكوندا                   | 178.3               | 585                 | 1919             | 46°06′36.53″N 112°54′48.8″W / 46.1101472°N 112.913556°W                                                               |
| برج مائل, ستاد رياضي       | ستاد مونتريال الأولمبي                           | كندا                     | مونتريال                   | 175                 | 574                 | 1976             | 45°33′33.53″N 73°33′7.61″W / 45.5593139°N 73.5521139°W                                                                |
| مسلة                       | San Jacinto Monument                             | الولايات المتحدة         | لا بورت (تكساس)            | 173.7               | 570                 | 1939             | 29°44′59.46″N 95°04′50.52″W / 29.7498500°N 95.0807000°W                                                               |
| كنيسة                      | مبنى معبد شيكاغو                                 | الولايات المتحدة         | شيكاغو                     | 173                 | 568                 | 1924             | 41°52′58.81″N 87°37′50.25″W / 41.8830028°N 87.6306250°W                                                               |
| مبنى ماسوني                | مول أنطونيليانا                                  | إيطاليا                  | تورينو                     | 167                 | 548                 | 1889             | 45°04′8.45″N 7°41′35.62″E / 45.0690139°N 7.6932278°E                                                                  |
| Masonry building           | فيلادلفيا سيتي هول                               | الولايات المتحدة         | فيلادلفيا                  | 167                 | 548                 | 1901             | 39°57′9.79″N 75°09′48.72″W / 39.9527194°N 75.1635333°W                                                                |
| دولاب هواء                 | Singapore Flyer                                  | سنغافورة                 | سنغافورة                   | 165                 | 541.3               | 2008             | 1°17′22.27″N 103°51′47.6″E / 1.2895194°N 103.863222°E                                                                 |
| سارية علم                  | سارية علم دوشنبه                                 | طاجيكستان                | دوشنبه                     | 165                 | 541                 | 2011             | 38°34′44.44″N 68°46′48.39″E / 38.5790111°N 68.7801083°E                                                               |
| برج كنيسة                  | كنيسة أولم                                       | ألمانيا                  | أولم                       | 162                 | 530                 | 1890             | 48°23′55″N 9°59′30.78″E / 48.39861°N 9.9918833°E                                                                      |
| قاعة صناعية                | مبنى تجهيز الصواريخ                              | الولايات المتحدة         | مركز كينيدي للفضاء         | 160                 | 525                 | 1966             | 28°35′9.64″N 80°39′2.11″W / 28.5860111°N 80.6505861°W                                                                 |
| قبة                        | قبة كنيسة سيدة السلام في ياموسوكرو               | ساحل العاج               | ياموسوكرو                  | 158                 | 518                 | 1990             | 6°48′40″N 5°17′47″W / 6.81111°N 5.29639°W                                                                             |
| صليب تذكاري                | وادي الشهداء                                     | إسبانيا                  | الإسكوريال                 | 152.4               | 500                 | 1957             | 40°38′31.46″N 4°9′19.6″W / 40.6420722°N 4.155444°W                                                                    |
| مقراب                      | مقراب أرسيبو الكاشوفي                            | الولايات المتحدة         | أريسيبو                    | 150                 | 492                 | 1963             | 18°20′39″N 66°45′10″W / 18.34417°N 66.75278°W                                                                         |
| أفعوانية                   | كينغدا كا                                        | الولايات المتحدة         | جاكسون (نيوجرسي)           | 138.98              | 456                 | 2005             | 40°08′26.54″N 74°25′59.83″W / 40.1407056°N 74.4332861°W                                                               |
| قبر                        | الهرم الأكبر                                     | مصر                      | مدينة الجيزة               | 138.8               | 455.2               | 2560 قبل الميلاد | 29°58′44.93″N 31°08′3.09″E / 29.9791472°N 31.1341917°E                                                                |
| منارة                      | منارة جدة                                        | المملكة العربية السعودية | جدة                        | 133                 | 436                 | 1990             | 21°28′07.14″N 39°08′58.98″E / 21.4686500°N 39.1497167°E                                                               |
| مراقبة جوية                | مطار سوفارنابومي الدولي                          | تايلند                   | بانكوك                     | 132.2               | 433.7               | 2006             | 13°41′47.05″N 100°44′58.8″E / 13.6964028°N 100.749667°E                                                               |
| تمثال (يشمل قاعدة التمثال) | تمثال معبد الربيع لبوذا                          | الصين                    | Lushan                     | 128                 | 420                 | 2002             | 33°46′31″N 112°27′04″E / 33.775150°N 112.451016°E                                                                     |
| ستوبا                      | Phra Pathom Chedi                                | تايلند                   | Nakorn Pathom              | 127                 | 417                 | 1870             | 13°49′11″N 100°3′37″E / 13.81972°N 100.06028°E                                                                        |
| نحت                        | Spire of Dublin                                  | إيرلندا                  | Dublin                     | 121.2               | 393                 | 2003             | 53°20′59.28″N 6°15′36.93″W / 53.3498000°N 6.2602583°W                                                                 |
| صومعة غلال                 | Henninger Turm                                   | ألمانيا                  | فرانكفورت                  | 120                 | 394                 | 1961             | 50°05′50.18″N 8°41′36.81″E / 50.0972722°N 8.6935583°E                                                                 |
| Wooden lattice tower       | Gliwice Radio Tower                              | بولندا                   | Gliwice                    | 118                 | 387                 | 1935             | 50°18′48.12″N 18°41′20.26″E / 50.3133667°N 18.6889611°E                                                               |
| جمازة جوية support tower   | Pillar of third section of Gletscherbahn Kaprun ‏ | النمسا                   | Kaprun                     | 113.6               | 373                 | 1966             | 47°11′58.62″N 12°41′16.96″E / 47.1996167°N 12.6880444°E                                                               |
| كرة                        | إريكسون غلوب                                     | السويد                   | Stockholm                  | 85                  | 279                 | 1989             | 59°17′36.92″N 18°04′58.79″E / 59.2935889°N 18.0829972°E                                                               |
| Brick منارة                | Lighthouse of Genoa                              | إيطاليا                  | Genoa                      | 77                  | 253                 | 1128             | 44°24′16.25″N 8°54′16.67″E / 44.4045139°N 8.9046306°E                                                                 |
| Gopuram                    | Murudeshwara Temple ‏                             | الهند                    | Murudeshwara               | 76                  | 249                 | 2008             | 14°05′39″N 74°29′07″E / 14.094197°N 74.485163°E                                                                       |
| خشبen كنيسة                | Church of the Holy Archangels                    | Romania                  | Şurdeşti                   | 72                  | 236                 | 1766             | 47°35′49.11″N 23°45′52.54″E / 47.5969750°N 23.7645944°E                                                               |

### أطول الأبنية حسب الوظيفة
| الفئة           | البناء                          | الدولة                   | المدينة         | الارتفاع (بالأمتار) | الارتفاع (بالأقدام) |
| --------------- | ------------------------------- | ------------------------ | --------------- | ------------------- | ------------------- |
| استخدامات عديدة | برج خليفة                       | الإمارات العربية المتحدة | دبي             | 829.8               | 2,722               |
| مكاتب           | برج الحرية                      | الولايات المتحدة         | نيويورك (مدينة) | 541                 | 1,776               |
| مبنى سكني       | برج الأميرة (دبي)               | الإمارات العربية المتحدة | دبي             | 414                 | 1,358               |
| مطعم            | برج سي إن                       | كندا                     | تورنتو          | 351                 | 1,151               |
| ترفيهي          | برج ستراتوسفير                  | الولايات المتحدة         | لاس فيغاس       | 350                 | 1,149 -->           |
| فندق            | فندق جي دبليو ماريوت ماركيز دبي | الإمارات العربية المتحدة | دبي             | 355                 | 1,166               |
| مبنى تعليمي     | جامعة موسكو الحكومية            | روسيا                    | موسكو           | 240                 | 787                 |
| معبد بوذي       | معبد تيانينغ (تشانغ زهو)        | الصين                    | تشانغ زهو       | 153.79              | 505                 |
| كنيسة           | كنيسة أولم                      | ألمانيا                  | أولم            | 143                 | 469                 |
| مستشفى          | مستشفى غايز                     | المملكة المتحدة          | لندن            | 143                 | 468                 |
| مكتبة           | مكتبة شانغهاي                   | الصين                    | شانغهاي         | 106                 | 348                 |
| سينما           | ساينوورلد (غلاسكو)              | المملكة المتحدة          | غلاسكو          | 62                  | 203                 |

### تاريخ حمل السجل القياسي
| التاريخ                                  | Architectural top   | أعلى طابق مشغول            | السطح                      |                      |
| 2010: برج خليفة مكتمل                    | برج خليفة           | برج خليفة                  |                            | برج خليفة            |
| 2009: CTBUH تلغي فئة "الارتفاع إلى السقف | تايبيه 101          | مركز شنغهاي المالي العالمي |                            | برج ويليس            |
| 2008: مركز شانغهاي المالي العالمي مكتمل  | تايبيه 101          | مركز شنغهاي المالي العالمي | مركز شنغهاي المالي العالمي | برج ويليس            |
| 2003: تايبيه 101 مكتمل                   | تايبيه 101          | تايبيه 101                 | تايبيه 101                 | برج ويليس            |
| 2000: برج ويليس امتداد هوائي             | برجا بتروناس التوأم | برج ويليس                  | برج ويليس                  | برج ويليس            |
| 1998: برجا بتروناس التوأم مكتمل          | برجا بتروناس التوأم | برج ويليس                  | برج ويليس                  | مركز التجارة العالمي |
| 1996: CTBUH تعرّف الفئات                  | برج ويليس           | برج ويليس                  | برج ويليس                  | مركز التجارة العالمي |

## مبانٍ قيد الإنشاء أو متوقفه
Numerous supertall skyscrapers are in various stages of proposal, planning, or construction. Each of the following are under construction and, depending on the order of completion, could become the world's tallest building or structure in at least one category:
- برج المملكة (جدة) Is currently under construction in Saudi Arabia, scheduled to be completed in 2019. It will be the first building to ever reach a height of 1 kilometer, and will also become the tallest building in the world.
- India Tower is on-hold in مومباي's Marine Lines, is expected to be 720 م (2,360 قدم) tall. This tower will be used for hotel and residential. Construction was started in 2010[14] and expected to complete by 2016.[15][16]
- The مركز بينج آن المالي, under construction in Shenzhen, is expected to be 648 م (2,126 قدم). Completion is expected in 2015.
- برج شانغهاي، under construction in Shanghai, next to the مركز شانغهاي المالي العالمي and the برج جن ماو, is expected to be 632 م (2,073 قدم). Completion is expected in 2014.
- برج الحرية, topped-out in New York City, at 1,776 قدم (541 م) will become the tallest building in the United States. Also, it will become the world's tallest all-office building and the tallest outside the middle east.
- Construction of the بينتومينيوم, in دبي, is currently on hold. If construction resumes, the building is expected to be 516 م (1,693 قدم) tall with 120 floors, which would make it the tallest all-residential building in the world. Construction began in 2007, but was halted in August 2011.